# Juan Infante
Juan Infante (José C. Paz, provincia de Buenos Aires, 7 de enero de 1996) es un futbolista argentino. Juega como defensor en el Atlético Tucumán de la Primera División de Argentina.

## Trayectoria

### Inicios y Platense
Juan Infante surgió de las inferiores de Platense. Registra un paso a préstamo por la reserva de Talleres de Córdoba, equipo con el que obtuvo el campeonato de la temporada 2016-17. Tras no disputar minutos en primera con la "T", volvió a Platense donde logró ascender de Tercera División a Primera, en 2 años y medio. Lleva 2 temporadas en la máxima categoría del fútbol argentino, llegando a ser capitán del Calamar en 7 encuentros.

### Atlético Tucuman
Juan Infante ficho por el Decano el 24 de enero del 2024.El 7 de abril de 2024 metio su primer gol con el club.

## Clubes
| Club                         | País      | Año           |
| ---------------------------- | --------- | ------------- |
| Platense                     | Argentina | 2014-2023     |
| Talleres de Córdoba (cedido) | Argentina | 2016-2017     |
| Atlético Tucumán             | Argentina | 2024-presente |

## Palmarés
| Título                    | Club     | País      | Año     |
| ------------------------- | -------- | --------- | ------- |
| Primera B                 | Platense | Argentina | 2017/18 |
| Reducido Primera Nacional | Platense | Argentina | 2020/21 |